# Åryd, Karlshamns kommun
Åryd är en tätort i Karlshamns kommun, kyrkby i Åryds socken i Blekinge län, belägen mellan Karlshamn och Ronneby. 

## Befolkningsutveckling
| Befolkningsutvecklingen i Åryd 1960–2020 | Befolkningsutvecklingen i Åryd 1960–2020 | Befolkningsutvecklingen i Åryd 1960–2020 | Befolkningsutvecklingen i Åryd 1960–2020 | Befolkningsutvecklingen i Åryd 1960–2020 |
| ---------------------------------------- | ---------------------------------------- | ---------------------------------------- | ---------------------------------------- | ---------------------------------------- |
|                                          |                                          |                                          |                                          |                                          |
| År                                       |                                          |                                          | Folkmängd                                | Areal (ha)                               |
| 1960                                     | 1960                                     |                                          | 395                                      |                                          |
| 1965                                     | 1965                                     |                                          | 368                                      |                                          |
| 1970                                     | 1970                                     |                                          | 346                                      |                                          |
| 1975                                     | 1975                                     |                                          | 341                                      |                                          |
| 1980                                     | 1980                                     |                                          | 438                                      |                                          |
| 1990                                     | 1990                                     |                                          | 438                                      | 63                                       |
| 1995                                     | 1995                                     |                                          | 426                                      | 64                                       |
| 2000                                     | 2000                                     |                                          | 404                                      | 67                                       |
| 2005                                     | 2005                                     |                                          | 362                                      | 67                                       |
| 2010                                     | 2010                                     |                                          | 336                                      | 67                                       |
| 2015                                     | 2015                                     |                                          | 323                                      | 76                                       |
| 2020                                     | 2020                                     |                                          | 318                                      | 75                                       |
|                                          |                                          |                                          |                                          |                                          |